# Meshkov Brest
El Meshkov Brest es un equipo de balonmano de la ciudad bielorrusa de Brest, que juega en la Liga de Bielorrusia de balonmano y en la Liga SEHA.

## Palmarés
- Liga de Bielorrusia de balonmano (15): 2004, 2005, 2006, 2007, 2008, 2014, 2015, 2016, 2017, 2018, 2019, 2020, 2021, 2022, 2023
- Copa de Bielorrusia de balonmano (13): 2004, 2005, 2007, 2008, 2009, 2011, 2014, 2015, 2016, 2017, 2018, 2020, 2021
- Liga SEHA: Finalista en 2014 y 2015.

## Plantilla 2023-24
|  | Porteros - 01 Denis Zabolotin - 12 Ivan Matskevich - 21 Ilya Usik Extremos izquierdos - 14 Andrei Yurynok - 35 Eduard Yarosh Extremos derechos - 24 Maksim Baranau - 25 Danila Viarheichyk Pívots - 17 Mikhail Zhyla - 20 Vuk Lazović - 22 Viachaslau Shumak - 78 Pavel Andreev | Laterales izquierdos - 07 Hleb Harbuz - 09 Alexander Shkurinskiy - 28 Aliaksei Shynkel Centrales - 08 Alexei Solovev - 10 Aliaksandr Padshyvalau - 18 Marko Matijaševič - 77 Valiantsin Kuran Laterales derechos - 04 Yahor Budzeika - 11 Neven Stjepanovic |